# San Francisco Film Critics Circle Awards 2011
Na 10. ročníku udílení cen San Francisco Film Critics Circle Awards byly předány ceny v těchto kategoriích dne 11. prosince 2011.

## Vítězové
Nejlepší film: Strom života

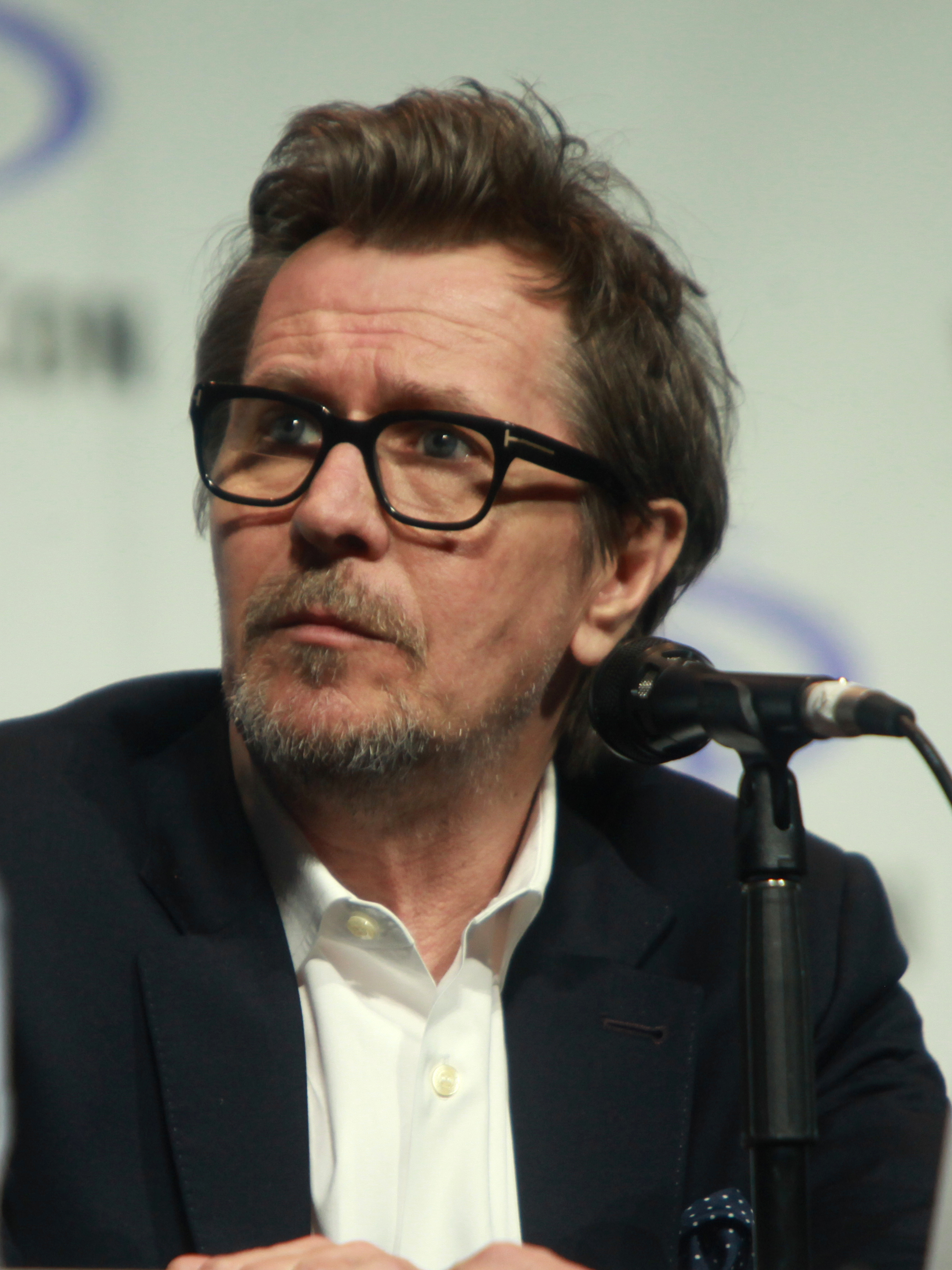
Gary Oldman, vítěz v kategorii nejlepší mužský herecký výkon v hlavní roli

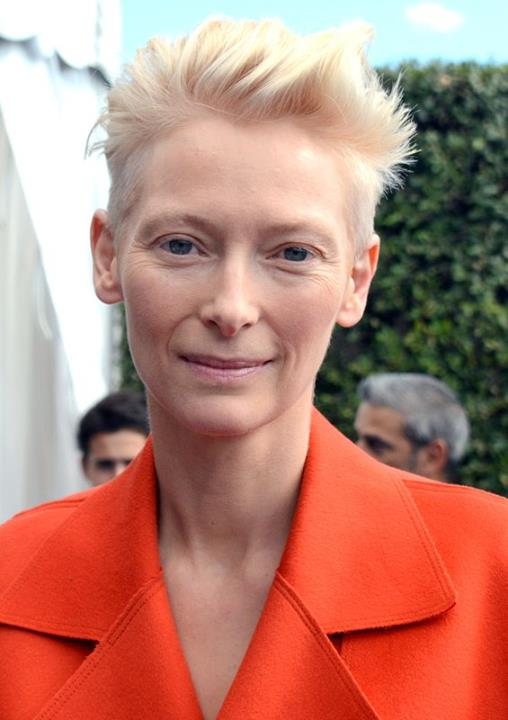
Tilda Swinton, vítězka v kategorii nejlepší ženský herecký výkon v hlavní roli

Nejlepší režisér: Terrence Malick – Strom života
Nejlepší původní scénář: J. C. Chandor – Margin Call
Nejlepší adaptovaný scénář: Bridget O'Connor a Peter Straughan – Jeden musí z kola ven
Nejlepší herec v hlavní roli: Gary Oldman – Jeden musí z kola ven
Nejlepší herečka v hlavní roli: Tilda Swintonová – Musíme si promluvit o Kevinovi
Nejlepší herec ve vedlejší roli: Albert Brooks – Drive
Nejlepší herečka ve vedlejší roli: Vanessa Redgrave – Coriolanus
Nejlepší animovaný film: Rango
Nejlepší cizojazyčný film: Věrná kopie (Francie)
Nejlepší dokument: Tabloid
Nejlepší kamera: Emmanuel Lubezki – Strom života
Ocenění Marlon Riggs: National Film Preservation Foundation
Speciální ocenění: Mlýn a kříž